# Gordijan I.
Gordijan I. (159. – 12. travnja 238.), rimski car 30. ožujka - 12. travnja 238. godine
Rimski senat nikada nije zavolio vladavinu barbara Maksimina Tračanina bez obzira na njegove stalne vojne pothvate uz granice rimske države. Osnovni razlog za bunu protiv njega postaje odluka o podizanju poreza u cijeloj državi zbog financiranja svojih ratova.
Dolazak poreznika radi skupljanja dodatnog poreza u Africi postaje razlog za oružanu pobunu koja započinje 22. ožujka 238. godine. Pobunjenici su svojim carem proglasili Gordijana I. starog, popularnog guvernera ove provincije. Kada je vijest o pobuni stigla u Rim tamošnji senat donosi odluku 30. ožujka 238. godine o izglasavanje nepovjerenja Maksiminu Tračaninu i proglašavanju za novog cara Gordijana koji je tom odlukom dobio ustavni legitimitet.
Dok se novi car smještao u Rimu njegov sin Gordijan II. ostaje u Africi radi organiziranja provincije za neizbježnu borbu protiv svrgnutog cara. Tijekom tih priprema snage lojalne novom caru su iznenađene napadom guvernera Numidije koji ostaje lojalan Maksiminu. U bitci koja usljeđuje Gordijan II. gubi život.
Na vijest o tome njegov otac car Gordijan I. izvršava samoubojstvo 12. travnja 238. godine. 
| Prethodnik:                     | Rimski carevi | Nasljednik:             |
| Maksimin Tračanin (235. – 238.) | Rimski carevi | Pupijen i Balbin (238.) |

### Ostali projekti
|  | Zajednički poslužitelj ima još gradiva o temi Gordijan I. |